# Резерват Нуматина
Резерват Нуматина (енгл. Numatina Game Reserve) је заштићено природно подручје у Јужном Судану у вилајету Западни Бахр ел Газал, западно од града Вава. Захвата повшину од око 2.100 км². Обухвата мочварно-травне пределе са значајним стаништем слонова и антилопа.